# Gran Premio de Alemania del Este de Motociclismo de 1966
El Gran Premio de Alemania del Este de Motociclismo de 1966 fue la sexta prueba de la temporada 1966 del Campeonato Mundial de Motociclismo. El Gran Premio se disputó el 17 de julio de 1966 en el Circuito de Sachsenring.

## Resultados 500cc
Debido a la fractura del brazo de Jim Redman, Mike Hailwood tenía que asegurarse que Giacomo Agostini no pudiera ganar. Sin embargo, en esta batalla, Hailwood no corrió con Honda, sirviendo en bandeja la victoria a Agostini. Sin embargo, el italiano cayó y eso permitió al veterano František Šťastný llevarse la victoria con su Jawa- ČZ. En segundo lugar, llegó Jack Findlay (Matchless) y el tercero fue para Jack Ahearn (Norton).
| Pos.    | Piloto             | Equipo    | Tiempo       | Pts. |
| ------- | ------------------ | --------- | ------------ | ---- |
| 1       | František Št'astný | Jawa-ČZ   | 1h 01' 45" 5 | 8    |
| 2       | Jack Findlay       | Matchless | +18" 4       | 6    |
| 3       | Jack Ahearn        | Norton    | +1' 22" 7    | 4    |
| 4       | Ron Chandler       | Matchless | +1' 23" 7    | 3    |
| 5       | Gyula Marsovszky   | Matchless | +1' 36" 4    | 2    |
| 6       | John Dodds         | Norton    | +1' 36" 8    | 1    |
| 7       | Joe Dunphy         | Norton    |              |      |
| 8       | Dan Shorey         | Norton    |              |      |
| 9       | Billie Nelson      | Norton    |              |      |
| 10      | Agne Carlsson      | Matchless |              |      |
| 11      | György Kurucz      | Norton    |              |      |
| 12      | Dave Lloyd         | Norton    |              |      |
| 13      | Jack Saunders      | Matchless |              |      |
| 14      | Gustav Havel       | Jawa-ČZ   |              |      |
| Ret     | Fred Stevens       | Paton     | Ret          |      |
| Ret     | Eric Hinton        | Norton    | Ret          |      |
| Ret     | Pentti Lehtelä     | Norton    | Ret          |      |
| Ret     | Eduard Lenz        | Matchless | Ret          |      |
| Ret     | Kelvin Carruthers  | Norton    | Ret          |      |
| Ret     | Ian Burne          | Norton    | Ret          |      |
| Ret     | Lars Skjelfoss     | Matchless | Ret          |      |
| Ret     | John Mawby         | Norton    | Ret          |      |
| Ret     | Ernst Weiss        | Norton    | Ret          |      |
| Ret     | Mike Hailwood      | Honda     | Ret          |      |
| Ret     | Malcolm Stanton    | Norton    | Ret          |      |
| Ret     | Guy Cooremans      | Norton    | Ret          |      |
| Ret     | Len Atlee          | Norton    | Ret          |      |
| Ret     | Lewis Young        | Matchless | Ret          |      |
| Ret     | Giacomo Agostini   | MV Agusta | Ret          |      |
| Ret     | Bosse Granath      | Matchless | Ret          |      |
| Ret     | Stuart Morin       | Norton    | Ret          |      |
| Ret     | Philippe Canoui    | Matchless | Ret          |      |
| Ret     | Stuart Graham      | Matchless | Ret          |      |
| Fuente: |                    |           |              |      |

## Resultados 350cc
En 350cc, se produjo la situación de que si Mike Hailwood comenzaba en las carreras de 250, 350 y 500 cc, tendría que conducir más de 500 km en un día. Como no estaba permitido y ya que había ganado todas las carreras hasta ese momento, Hailwood no participó. Giacomo Agostini no tuvo así oposición y todos corrieron a una vuelta. František Šťastný (Jawa-ČZ quedó en segundo lugar y Gustav Havel (Jawa/ČZ) en tercer lugar.
| Pos. | Piloto             | Moto      | Tiempo    | Pts. |
| ---- | ------------------ | --------- | --------- | ---- |
| 1    | Giacomo Agostini   | MV Agusta | 55' 28" 8 | 8    |
| 2    | František Št'astný | Jawa-ČZ   | +1 Vuelta | 6    |
| 3    | Gustav Havel       | Jawa-ČZ   | +1 Vuelta | 4    |
| 4    | Renzo Pasolini     | Aermacchi | +1 Vuelta | 3    |
| 5    | Alberto Pagani     | Aermacchi | +1 Vuelta | 2    |
| 6    | Jack Ahearn        | Norton    | +1 Vuelta | 1    |
| 7    | Dan Shorey         | Norton    |           |      |
| 8    | František Boček    | Jawa      |           |      |
| 9    | Kel Carruthers     | Norton    |           |      |
| 10   | Joe Dunphy         | Norton    |           |      |
| 11   | Billie Nelson      | Norton    |           |      |
| 12   | Fred Stevens       | Paton     |           |      |
| 13   | Ron Chandler       | AJS       |           |      |
| 14   | Agne Carlsson      | AJS       |           |      |
| 15   | György Kurucz      | Norton    |           |      |
| 16   | Stuart Morin       | Norton    |           |      |
| 17   | Knut Thorwaldson   | Norton    |           |      |
| 18   | Bosse Granath      | AJS       |           |      |
| 19   | John Pinkney       | Norton    |           |      |
| 20   | Ernst Weiss        | Norton    |           |      |
| 21   | Jack Saunders      | Aermacchi |           |      |

## Resultados 250cc
En el cuarto de litro, Stuart Graham fue contratado por Honda como reemplazo del lesionado Jim Redman. Graham terminó cuarto después de que Mike Hailwood ganara más de un minuto por delante de Phil Read y Mike Duff.
| Pos. | Piloto             | Moto      | Tiempo     | Pts. |
| ---- | ------------------ | --------- | ---------- | ---- |
| 1    | Mike Hailwood      | Honda     | 46' 23" 8  | 8    |
| 2    | Phil Read          | Yamaha    | +1' 04" 3  | 6    |
| 3    | Mike Duff          | Yamaha    | +1' 58" 1  | 4    |
| 4    | Stuart Graham      | Honda     | +2' 24" 7  | 3    |
| 5    | Heinz Rosner       | MZ        |            | 2    |
| 6    | František Št'astný | Jawa      |            | 1    |
| 7    | Hartmut Bischoff   | MZ        | + 1 Vuelta |      |
| 8    | Han Leenheer       | Aermacchi |            |      |
| 9    | Jürgen Megel       | MZ        |            |      |
| 10   | Graham Dickson     | Bultaco   |            |      |
| 11   | Eckehardt Aurich   | MZ        |            |      |
| 12   | Gottfried Aehlig   | MZ        |            |      |
| 13   | Sieghard Sonntag   | MZ        |            |      |

## Resultados 125cc
En el octavo de litro, Luigi Taveri ganó esta carrera marcada por la lluvia por delante de Yoshimi Katayama y Bill Ivy.
| Pos. | Piloto           | Moto     | Tiempo    | Pts. |
| ---- | ---------------- | -------- | --------- | ---- |
| 1    | Luigi Taveri     | Honda    | 39' 54"   | 8    |
| 2    | Yoshimi Katayama | Suzuki   | +12" 9    | 6    |
| 3    | Bill Ivy         | Yamaha   | +46" 9    | 4    |
| 4    | Phil Read        | Yamaha   |           | 3    |
| 5    | Frank Perris     | Suzuki   | +1' 04" 4 | 2    |
| 6    | Ralph Bryans     | Honda    |           | 1    |
| 7    | Jochen Leitert   | MZ       |           |      |
| 8    | Hartmut Bischoff | MZ       |           |      |
| 9    | Klaus Enderlein  | MZ       |           |      |
| 10   | Jürgen Lenk      | MZ       |           |      |
| 11   | Friedhelm Kohlar | MZ       |           |      |
| 12   | Gunther Bartusch | MZ       |           |      |
| 13   | Gerhard Thümmel  | MZ       |           |      |
| 14   | László Szabó     | MZ       |           |      |
| 15   | Thomas Heuschkel | MZ       |           |      |
| 16   | Dieter Lange     | MZ       |           |      |
| 17   | Hugh Anderson    | Suzuki   |           |      |
| 18   | Werner Friedrich | MZ       |           |      |
| 19   | Chris Goosen     | Bultaco  |           |      |
| 20   | Vagn Stevnhoved  | MZ       |           |      |
| 21   | Peter Weiss      | MZ       |           |      |
| 22   | Heinz Kriwanek   | Rotax    |           |      |
| 23   | Werner Dick      | MZ       |           |      |
| 24   | Klaus Pellert    | MZ       |           |      |
| Ret  | Toshio Fujii     | Kawasaki | Ret       |      |
| Ret  | Heinz Rosner     | MZ       | Ret       |      |